# Cerkiew Opieki Matki Bożej w Gozdowie

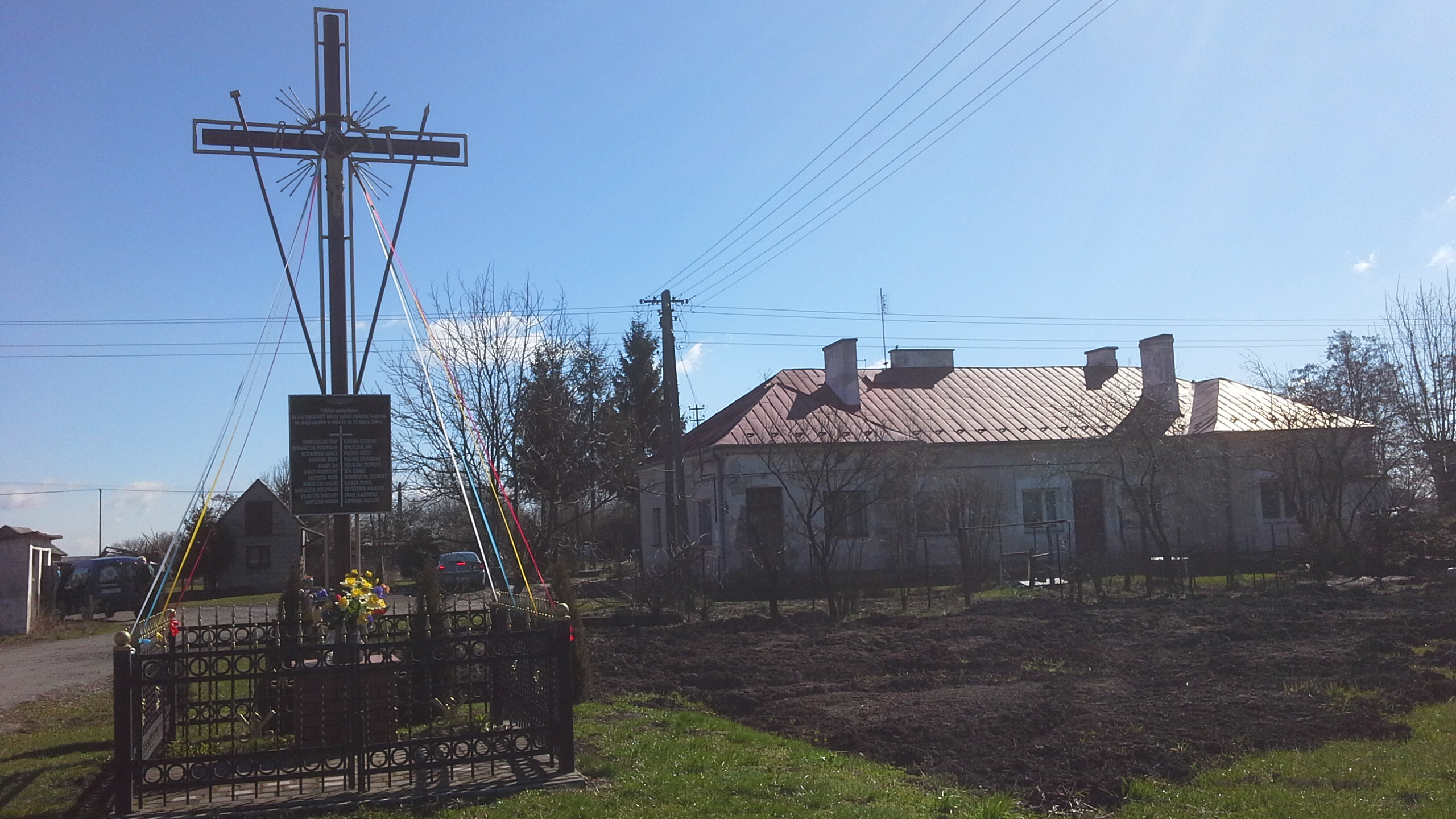
Teren, na którym znajdowała się prawosławna cerkiew w Gozdowie

Cerkiew Opieki Matki Bożej – początkowo unicka, następnie prawosławna cerkiew w Gozdowie, wzniesiona w XVIII w., zniszczona na początku lat 20. XX wieku.

## Historia
Pierwsza wzmianka o prawosławnej cerkwi w Gozdowie pochodzi z 1548. Po zawarciu unii brzeskiej obiekt sakralny został przemianowany na świątynię unicką. W XIX w. był filią parafii unickiej w Podhorcach. W 1875, wskutek likwidacji unickiej diecezji chełmskiej, cerkiew odgórnie przemianowano na prawosławną. Pozostała czynna do 1915, gdy prawosławne duchowieństwo i wierni udali się na bieżeństwo. W niepodległej Polsce nie wznowiła działalności, chociaż w Gozdowie i w sąsiednich wsiach wyznawcy prawosławia byli w większości. Według relacji mieszkańców Gozdowa budynek przestał istnieć do II wojny światowej. Krzysztof Grzesiak podaje, że stało się to już w pierwszych latach dwudziestolecia międzywojennego, w bliżej nieznanych okolicznościach. W 1934 bazylianin Jurij Fedoryk ubiegał się o otwarcie w Gozdowie cerkwi neounickiej, twierdząc, że uczęszczaniem do niej byli zainteresowani prawosławni z Bohorodycy, Gozdowa i Terebinia. Cerkwie bohorodycka i terebińska istniały przed 1915.
Cerkiew znajdowała się wśród zabudowy wsi, w pobliżu stacji kolejki wąskotorowej. W Gozdowie znajduje się również zdewastowany cmentarz prawosławny.